# 1930
1930 (MCMXXX) a fost un an obișnuit al calendarului gregorian, care a început într-o zi de miercuri.

## Evenimente

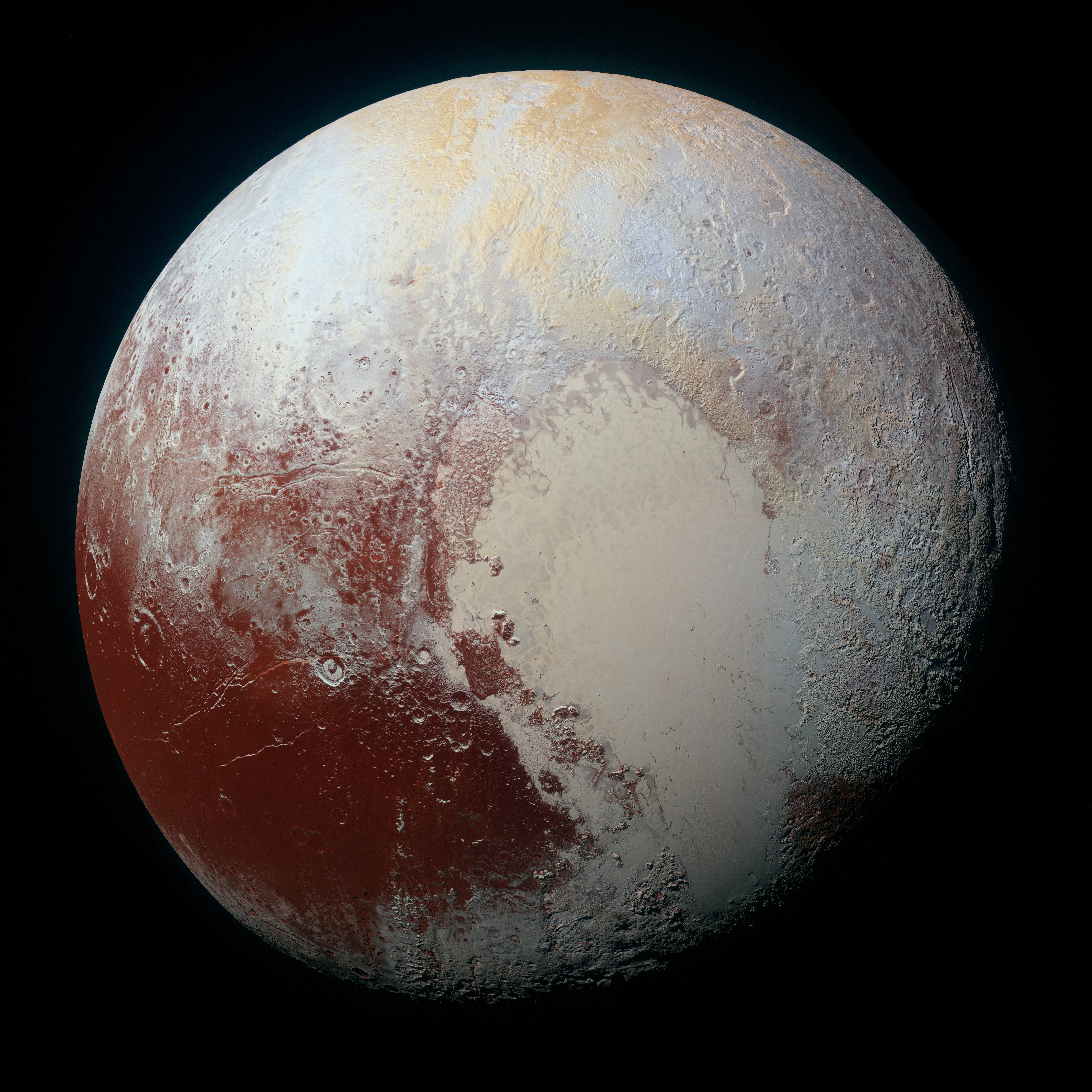
18 februarie: Este descoperită planeta Pluto, de către astronomul american, Clyde Tombaugh.

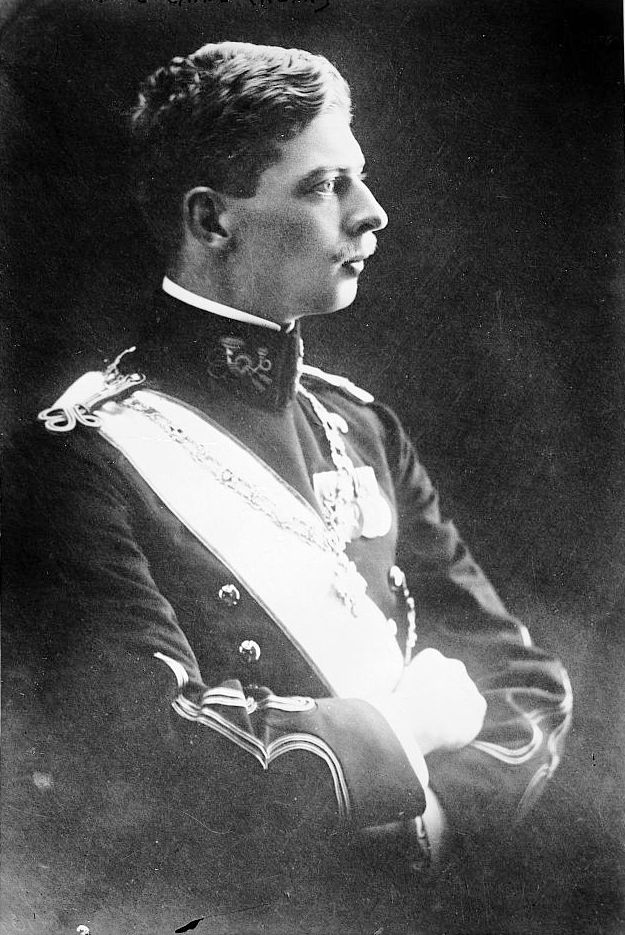
8 iunie: Principele Carol devine rege al României, sub numele de Carol al II-lea.

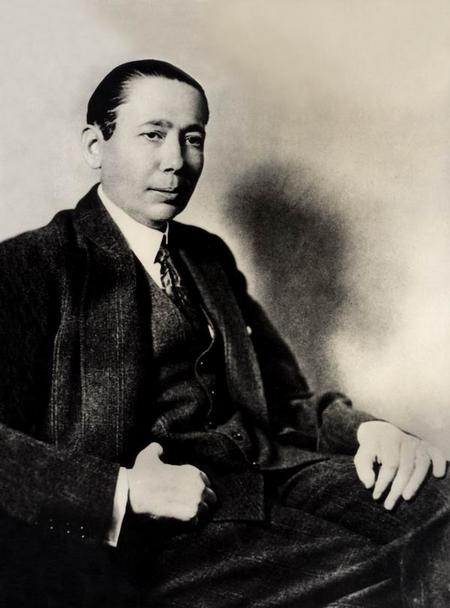
10 septembrie: Nicolae Titulescu devine președintele Adunării Societății Națiunilor.

### Ianuarie
- 22 ianuarie-22 aprilie: Are loc a doua conferință navală la Londra între Statele Unite, Marea Britanie, Franța, Italia și Japonia.

### Februarie
- 16 februarie: Se constituie Federația Română de Fotbal.
- 18 februarie: Descoperirea celei de-a noua planetă a sistemului solar, Pluto, de către astronomul american Clyde Tombaugh, de la Observatorul Lowell, aflat la Flagstaff, Arizona.

### Martie
- 3 martie: Se naște, în municipiul Oltenița, județul Călărași, Ion Iliescu, fost președinte al României între anii 1990 - 1996, 2000 - 2004.
- 28 martie: Orașele turcești Constantinopol și Angora și-au schimbat denumirea în Istanbul și Ankara.

### Mai
- 4-5 mai: Mahatma Gandhi este arestat din nou.
- 16 mai: Rafael Trujillo este ales președinte ai Republicii Dominicane.

### Iunie
- 6 iunie: Restaurația carlistă. Carol de Hohenzollern s-a reîntors în țară, intrând ilegal, cu pașaport fals.
- 8 iunie: Parlamentul României îl proclamă pe Prințul Carol de Hohenzollern-Sigmaringen ca rege al României sub numele de Carol al II-lea. PNL a fost singura formațiune politică care nu și-a exprimat adeziunea față de restaurație.
- 13 iunie: Al doilea guvern condus de Iuliu Maniu (13 iunie - 8 octombrie 1930).
- 15 iunie: Vintilă Brătianu îl exclude din PNL pe Gheorghe Brătianu pentru declarația sa de atașament față de noul rege Carol al II-lea.
- 27 iunie: În Islanda, se sărbătorește 1.000 de ani de existență a Parlamentului islandez, numitul Althing.
- 30 iunie: Franța eliberează în baza Planului Young, zona 3 a teritoriului ocupat (Wiesbaden, Mainz, Bingen, Trier și Pfalz).

### Iulie
- 30 iulie: În prima finală a Campionatului Mondial de Fotbal, Uruguay învinge Argentina.

### August
- 12 august: Intră în România cu un pașaport fals, amanta Regelui Carol al II-lea, Elena Lupescu.

### Septembrie
- 10 septembrie: La cea de-a XI-a sesiune a Adunării Societății Națiunilor, Nicolae Titulescu este ales președintele adunării.

### Octombrie
- 10 octombrie: În urma unor neînțelegeri cu regele, Iuliu Maniu își prezintă demisia.

### Decembrie
- 28 decembrie: Ion Gh. Duca este ales președinte al PNL după decesul lui Vintilă Brătianu.
- 29 decembrie: Are loc un recensământ național. România are o populație de 18.057.028 locuitori din care 71,89% români și 28,11% minoritari.

### Nedatate
- decembrie: Femeile din Turcia obțin dreptul de vot.
- American Airlines (Liniile Aeriene Americane), în urma fuziunii unor companii mai mici.
- La aeroportul Băneasa se construiește primul Observator Meteorologic din România. Institutul meteorologic revine în Ministerul Agriculturii și Domeniilor.
- Recensământ în SUA: Statele Unite au 48 de state și o populație de 123.202.624 locuitori.
- Texas Instruments, Inc. Producător de computere, microprocesoare din SUA, fondat de John Karcher și Eugene McDermott.
- TWA (Trans World Airlines). Companie aeriană din SUA. În 2001 a fost cumpărată de AMR (American Airlines).

## Arte, știință, literatură și filozofie
- 30 octombrie: Premiera filmului Ciuleandra, primul film sonor vorbit în limba română.
- noiembrie: George Călinescu scoate la București revista Capricorn. Revistă lunară de critică și literatură.
- Agatha Christie a publicat prima poveste „Miss Marple”.

## Nașteri

### Ianuarie

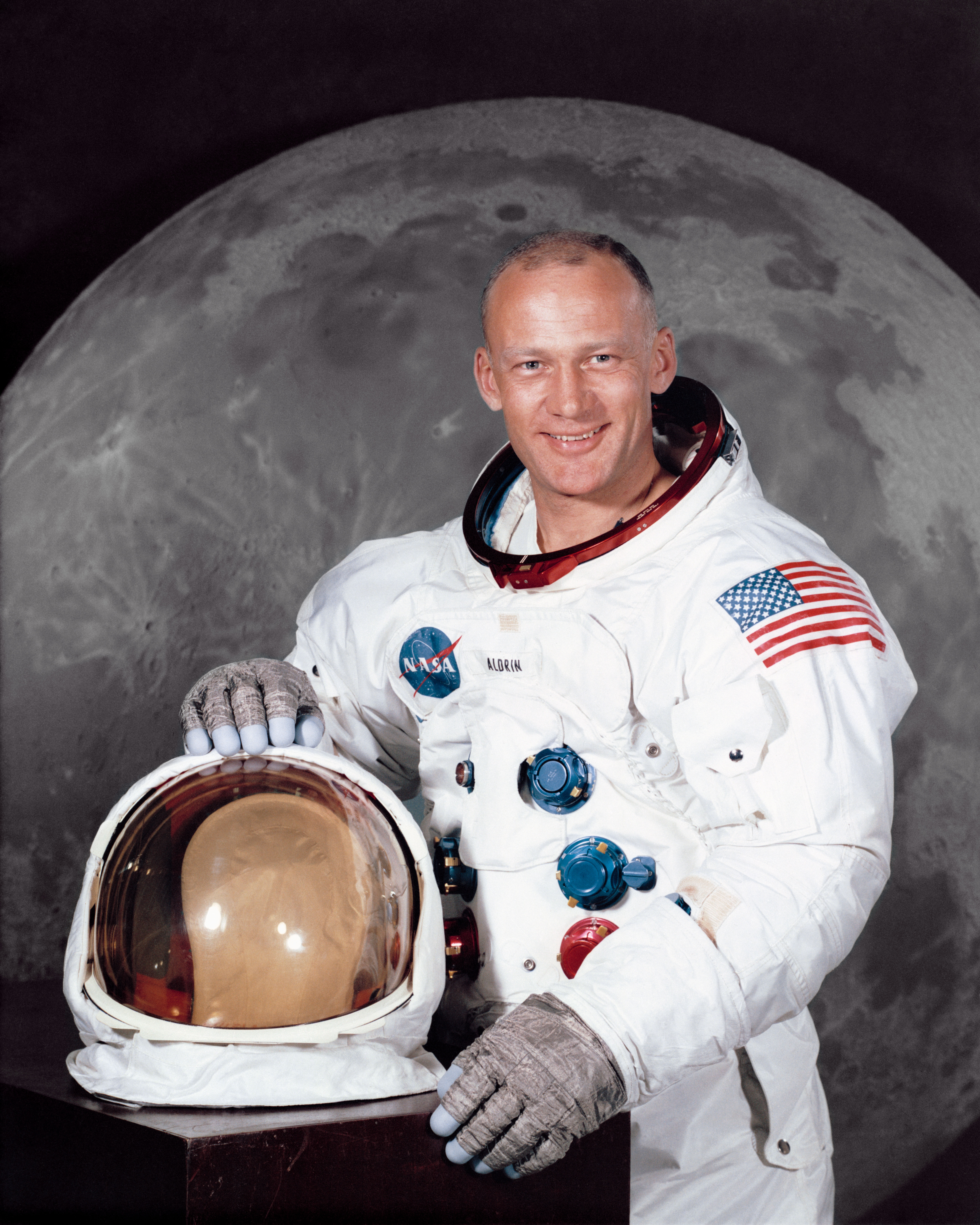
Buzz Aldrin, astronaut și inginer american, al doilea om care a pășit pe Lună
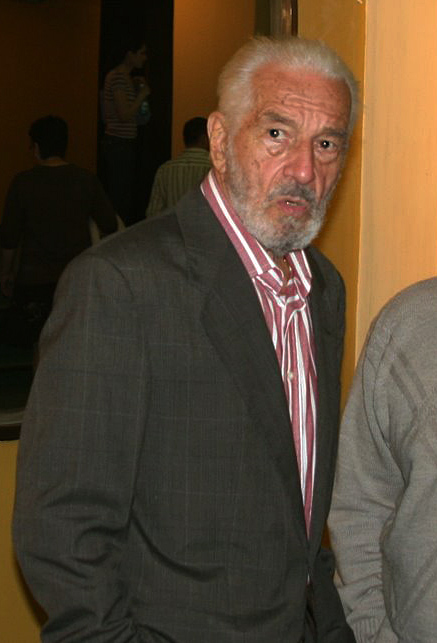
Sergiu Nicolaescu, actor, scenarist, regizor și politician român
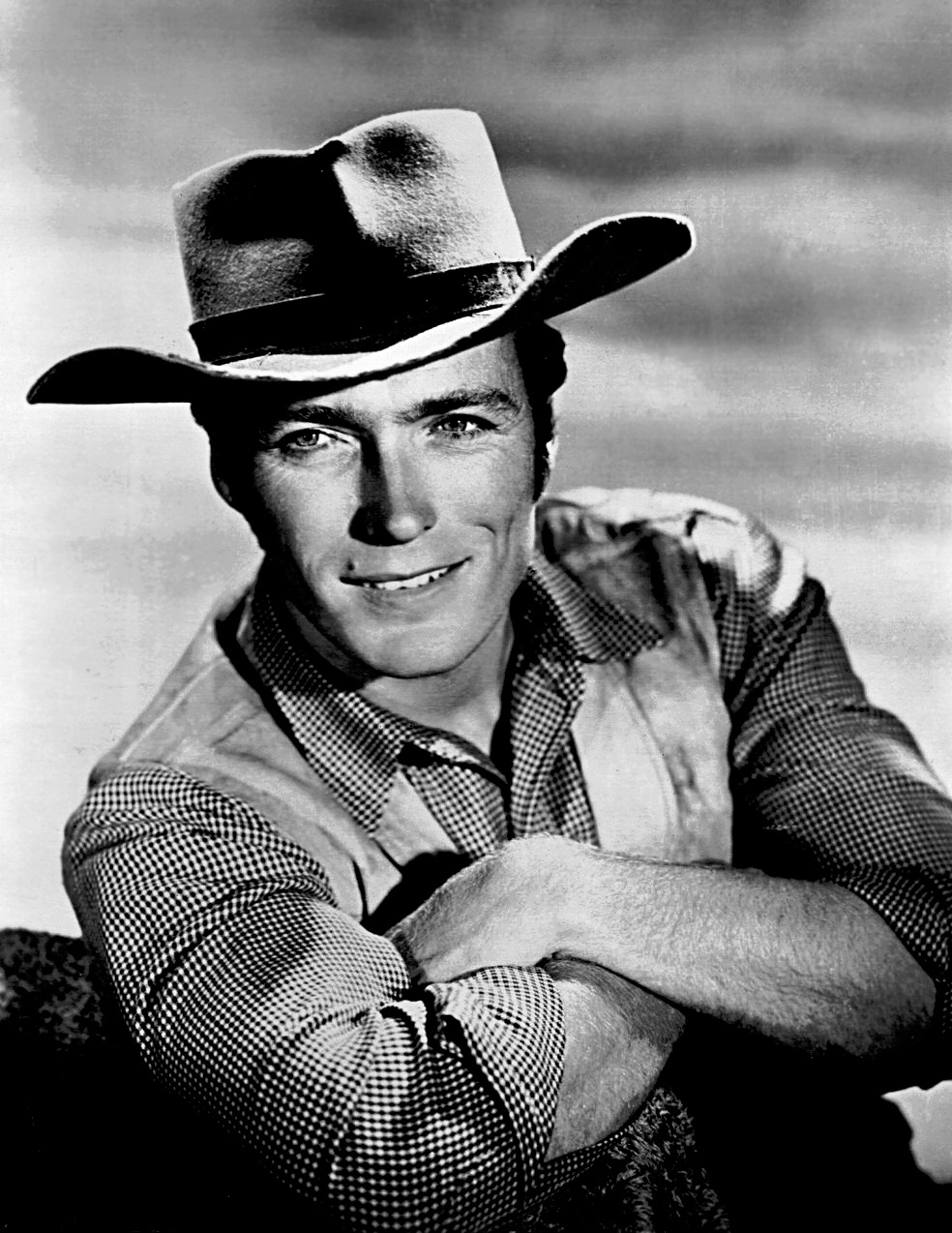
Clint Eastwood, actor, regizor, producător, scenarist, compozitor și politician american
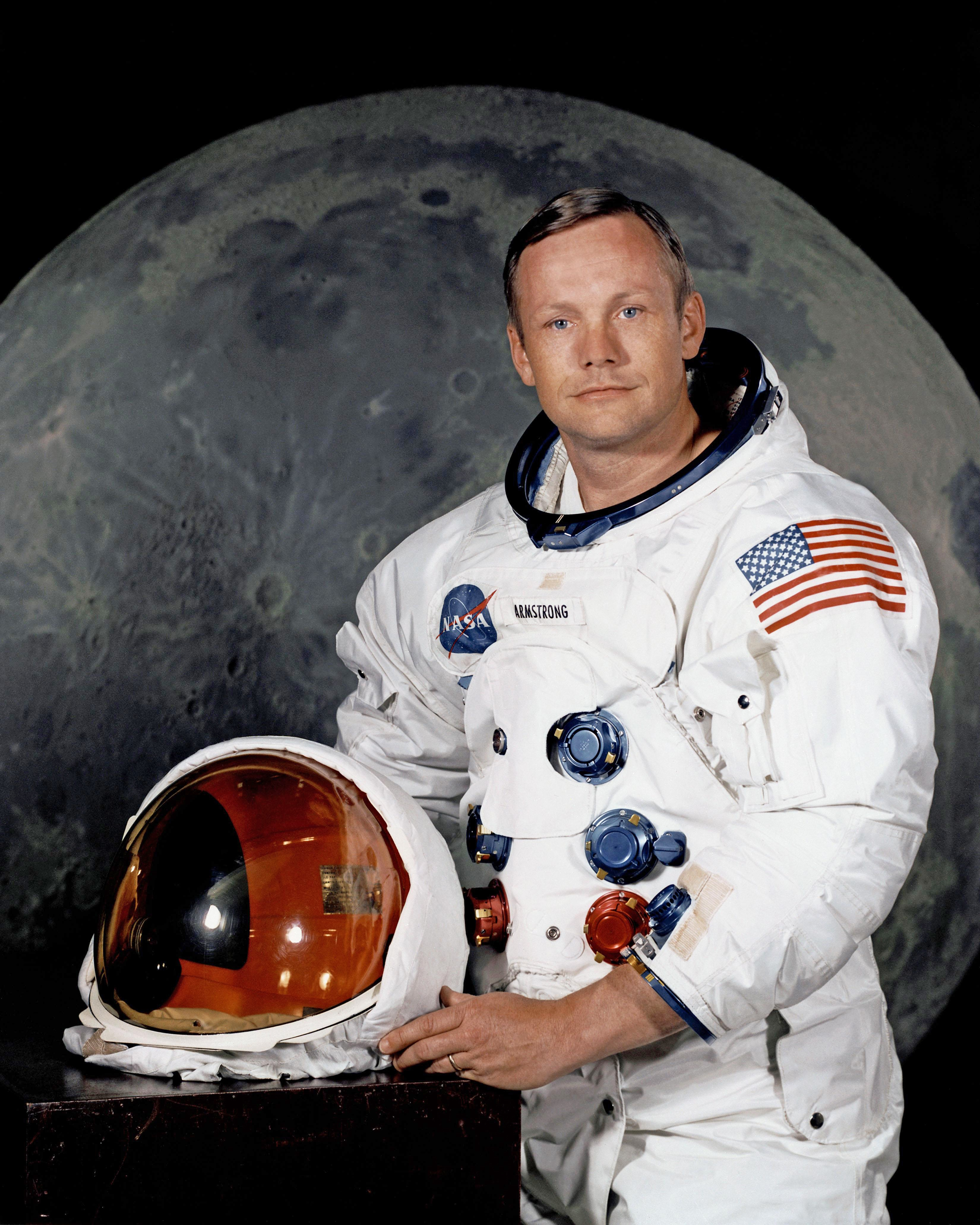
Neil Armstrong, astronaut american, primul om care a pășit pe Lună

- 1 ianuarie: Tudor Pană, dirijor și violonist român (d. 2005)
- 20 ianuarie: Buzz Aldrin (n. Edwin Eugene Aldrin, Jr.), astronaut și inginer american, al doilea om care a pășit pe Lună (Apollo 11, 1969)
- 20 ianuarie: Achim Nica, interpret român de muzică populară (d. 2012)

### Februarie
- 26 februarie: Lazar Berman, pianist rus (d. 2005)
- 27 februarie: Joanne Woodward, actriță americană de film și TV
- 28 februarie: Leon Neil Cooper, fizician american (d.2024)

### Martie
- 1 martie: Alecu Ivan Ghilia, scriitor român
- 2 martie: Serghei Adamovici Kovaliov, activist și politician rus (d. 2021)
- 3 martie: Ion Iliescu, politician român, al 2-lea președinte al României (1992-1996 și 2000-2004), președinte al CFSN (1989-1992), (d.2025)
- 14 martie: Alexandru Pesamosca, medic chirurg român, supranumit "îngerul copiilor" (d. 2011)
- 21 martie: Tiberiu Utan, poet și traducător (d. 1994)
- 24 martie: Steve McQueen (n. Terrence Steven McQueen), actor american de film (d. 1980)

### Aprilie
- 3 aprilie: Helmut Kohl, cancelar al Germaniei (1982-1998), (d. 2017)
- 13 aprilie: Sergiu Nicolaescu, actor, scenarist, regizor și politician român (d. 2013)
- 14 aprilie: Marco Formentini, politician italian, membru al Parlamentului European (1999–2004), (d. 2021)

### Mai
- 2 mai: Dorli Blaga, fiica filosofului, poetului și dramaturgului român Lucian Blaga și a Corneliei Brediceanu (d. 2021)
- 9 mai: Andrei Avram, lingvist român, membru corespondent al Academiei Române (d. 2018)
- 11 mai: Edsger Dijkstra, informatician neerlandez (d. 2002)
- 16 mai: Titus Popovici, scriitor și scenarist român (d. 1994)
- 28 mai: Frank Drake, astronom și astrofizician american (d. 2022)
- 31 mai: Clint Eastwood, actor, scenarist, regizor, producător, compozitor și politician american

### Iunie
- 2 iunie: Sorin Bottez, om politic român, luptător anticomunist (d. 2009)

### Iulie
- 15 iulie: Jacques Derrida, filosof francez de etnie algeriană (d. 2004)
- 27 iulie: Costache Anton, scriitor de literatură pentru copii
- 27 iulie: Gheorghe Scripcă, scriitor român (d. 2002)

### August

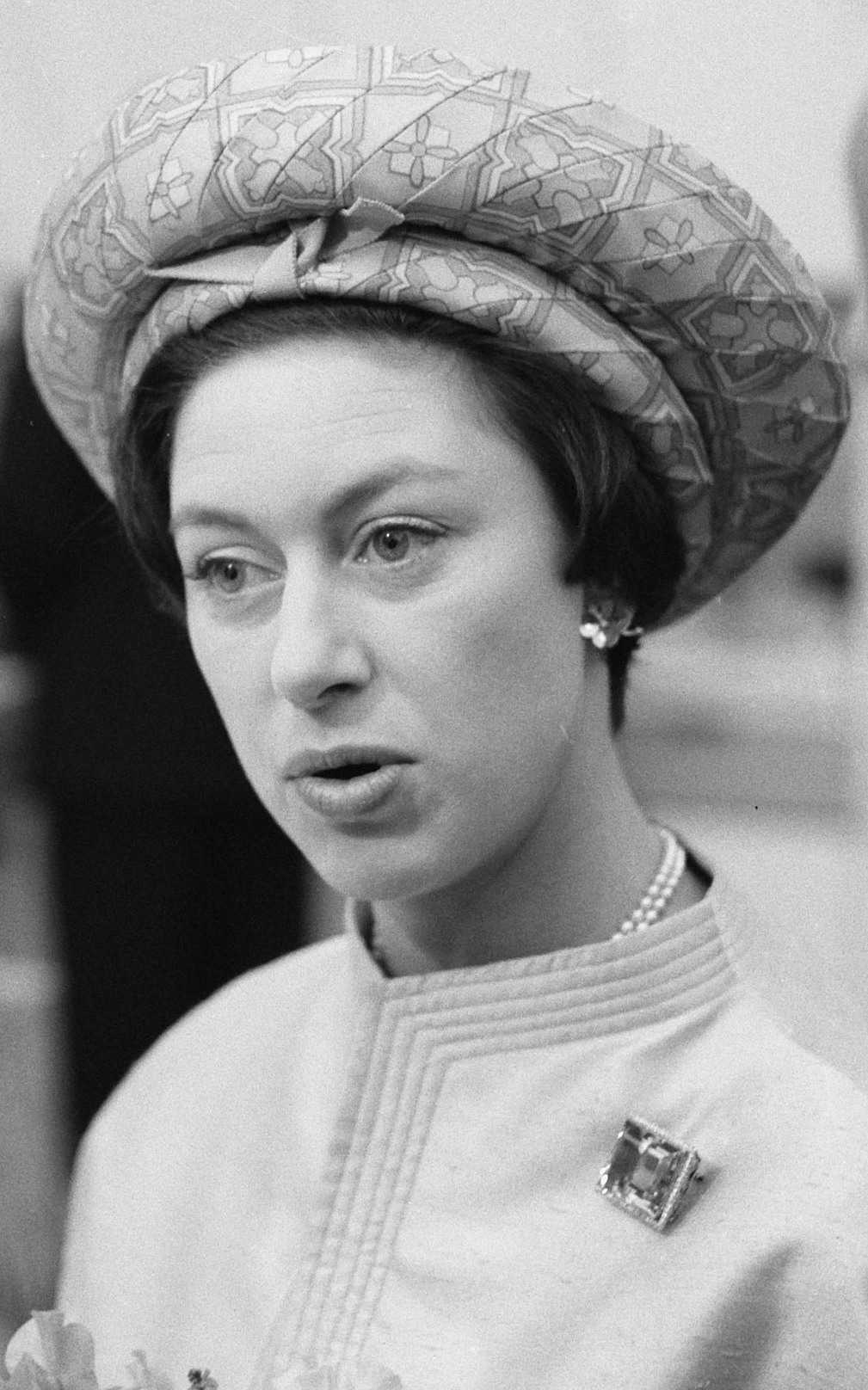
Prințesa Margareta, sora Reginei Elisabeta a II-a a Regatului Unit
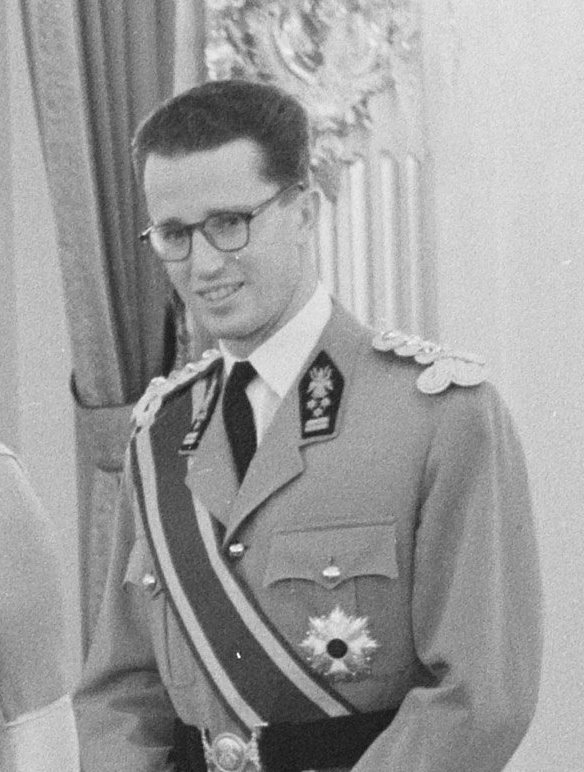
Baudouin I, rege al Belgiei
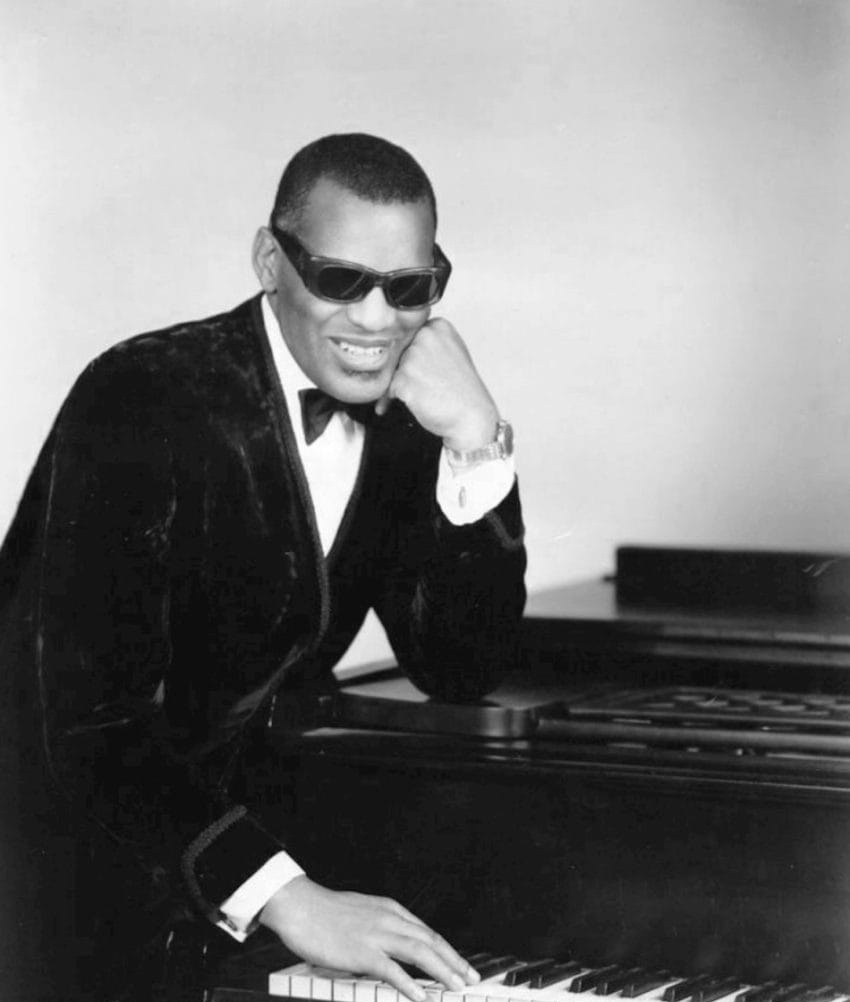
Ray Charles, muzician american
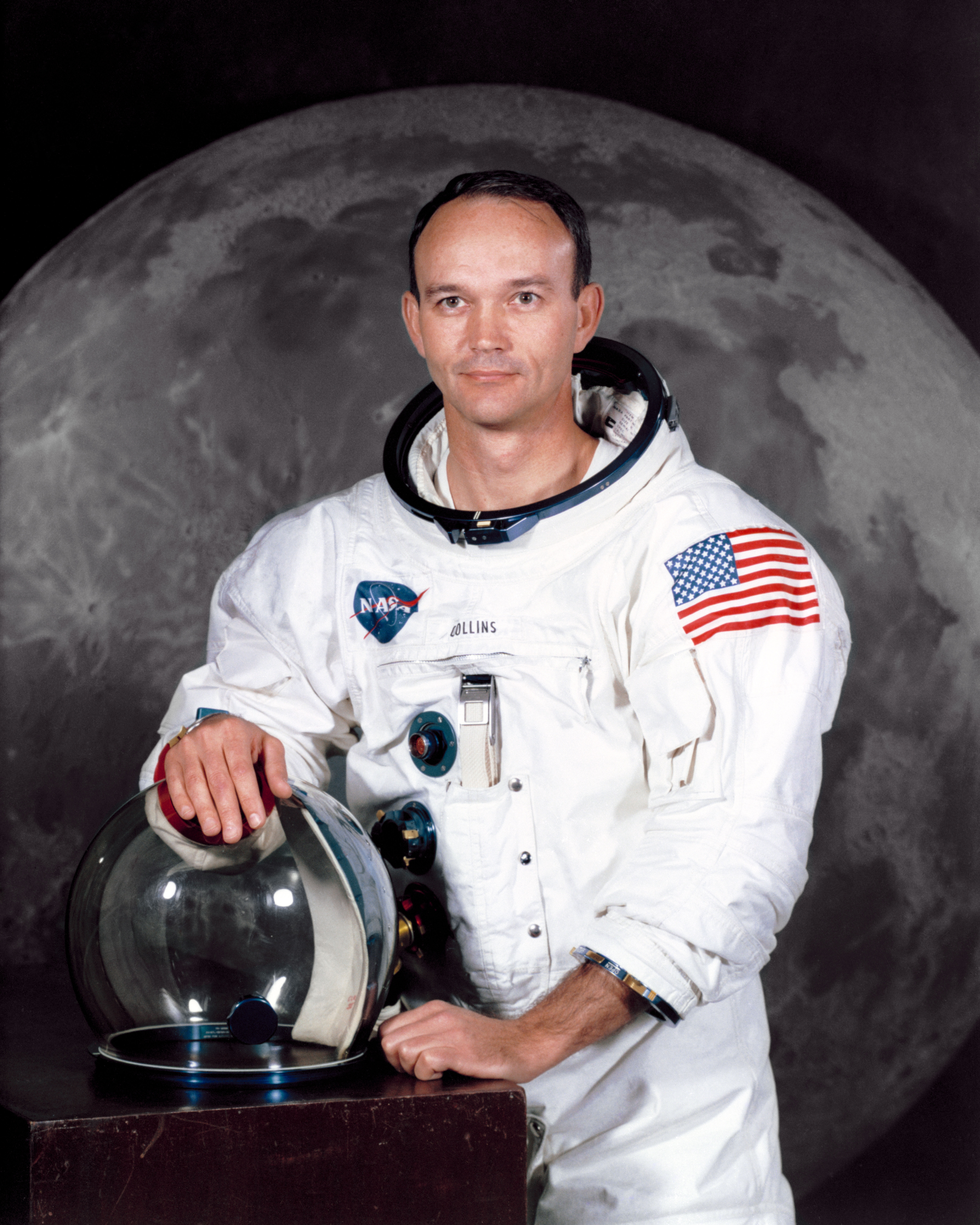
Michael Collins, astronaut american

- 5 august: Neil Armstrong, astronaut american, primul om care a pășit pe Lună (Apollo 11, 1969), (d. 2012)
- 11 august: Teodor Mazilu, dramaturg român (d. 1980)
- 12 august: George Soros, om de afaceri american de etnie evreiască
- 17 august: Marcel Chirnoagă, sculptor, grafician și scenograf român (d. 2008)
- 21 august: Prințesa Margareta, sora Reginei Elisabeta a II-a a Regatului Unit (d. 2002)
- 25 august: Sean Connery (Thomas Sean Connery), actor scoțian de film (d. 2020)
- 27 august: Ion Ghițulescu, comentator sportiv român (d. 2021)
- 27 august: Zigu Ornea, istoric literar și publicist român (d. 2001)

### Septembrie
- 7 septembrie: Baudouin I (n. Baldwin Albert Charles Leopold Axel Maria Gustaf), rege al Belgiei (1951-1993), (d. 1993)
- 8 septembrie: Petre Sălcudeanu, scriitor, scenarist de film și politician român (d. 2005)
- 10 septembrie: Tudor Popescu, scriitor și dramaturg român (d. 1999)
- 14 septembrie: Mișu Matei Fotino, actor român de film și teatru (d. 2014)
- 23 septembrie: Ray Charles Robinson, muzician american (d. 2004)

### Octombrie
- 6 octombrie: Hafez al-Assad, președinte al Siriei (1971-2000), (d. 2000)
- 29 octombrie: Radu Cosașu (n. Oscar Rohrlich), scriitor și publicist român (d. 2023)
- 29 octombrie: Niki de Saint Phalle, artistă plastică franceză (d. 2002)
- 31 octombrie: Michael Collins, astronaut american (Apollo 11, 1969), (d. 2021)

### Noiembrie
- 9 noiembrie: Aurel Rău, poet și traducător român
- 14 noiembrie: Ed White (Edward Higgins White II), astronaut, pilot de încercare și inginer aeronautic american (Apollo 1), (d. 1967)
- 16 noiembrie: Chinua Achebe, scriitor nigerian de limbă engleză (d. 2013)

### Decembrie
- 11 decembrie: Jean-Louis Trintignant, actor francez de film (d. 2022)
- 25 decembrie: Ilie Udilă, acordeonist român (d. 2002)

## Decese

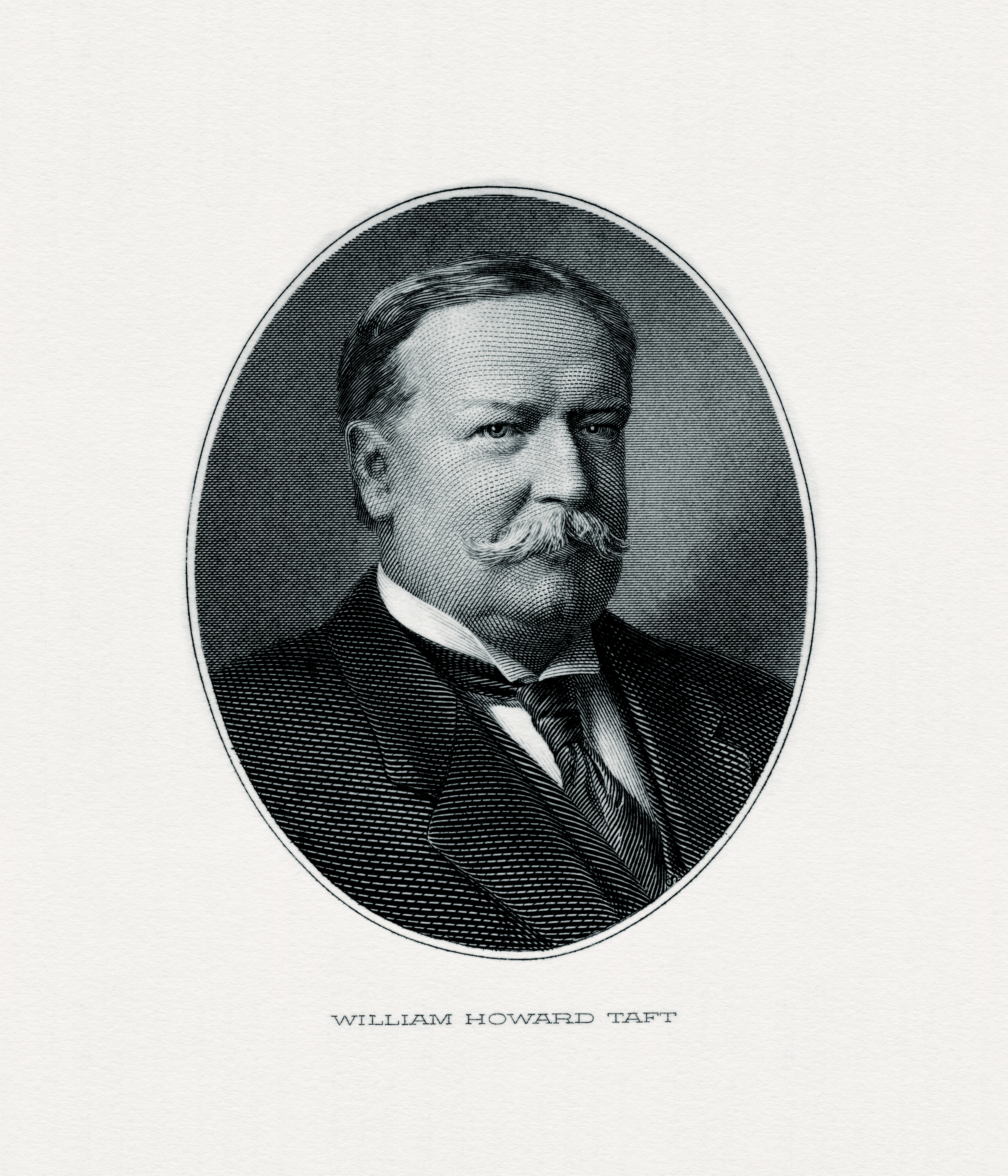
William Howard Taft, politician american, al 27-lea președinte al Statelor Unite ale Americii
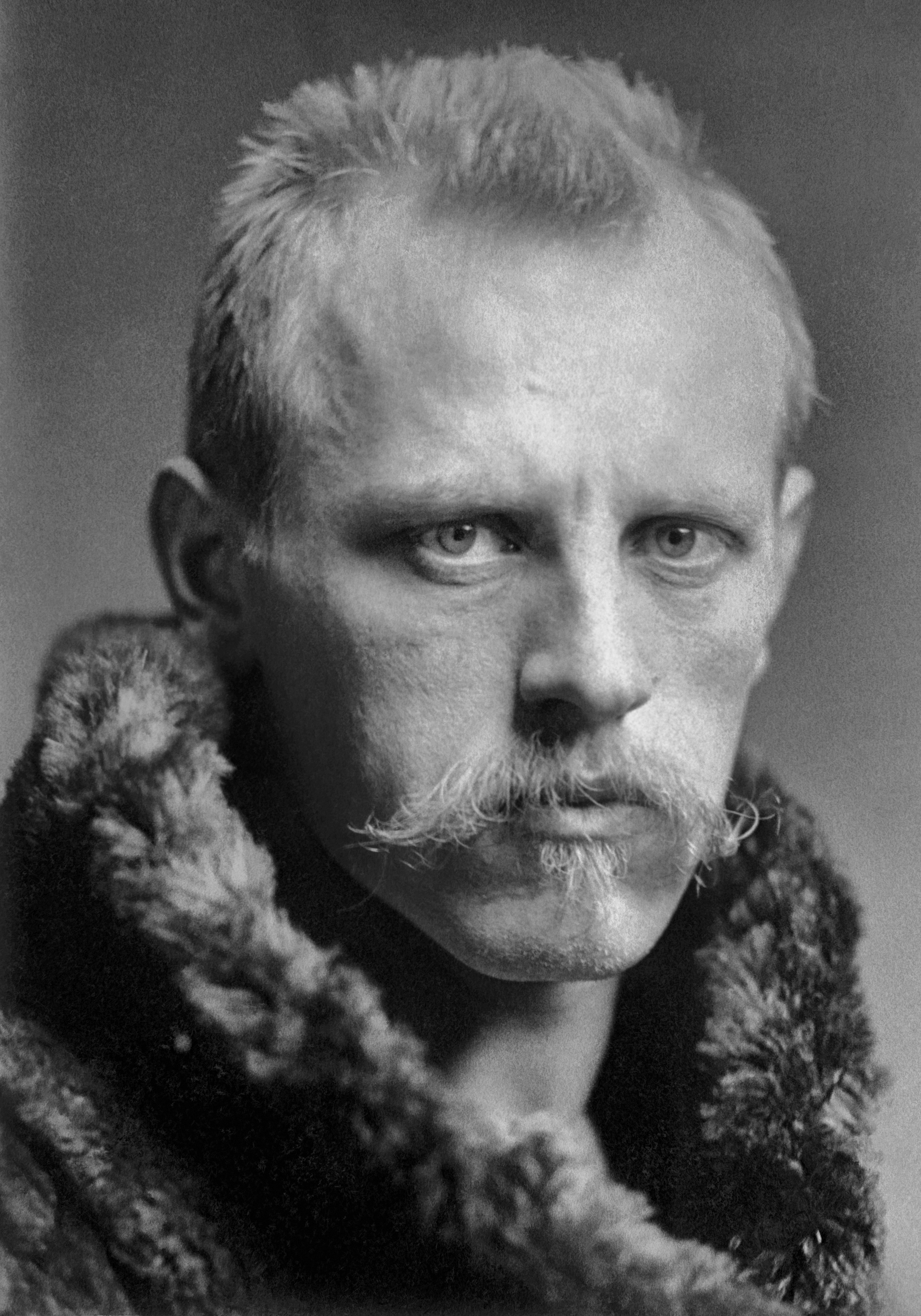
Fridtjof Nansen, explorator, diplomat, umanitarist și om de știință norvegian, laureat al Premiului Nobel
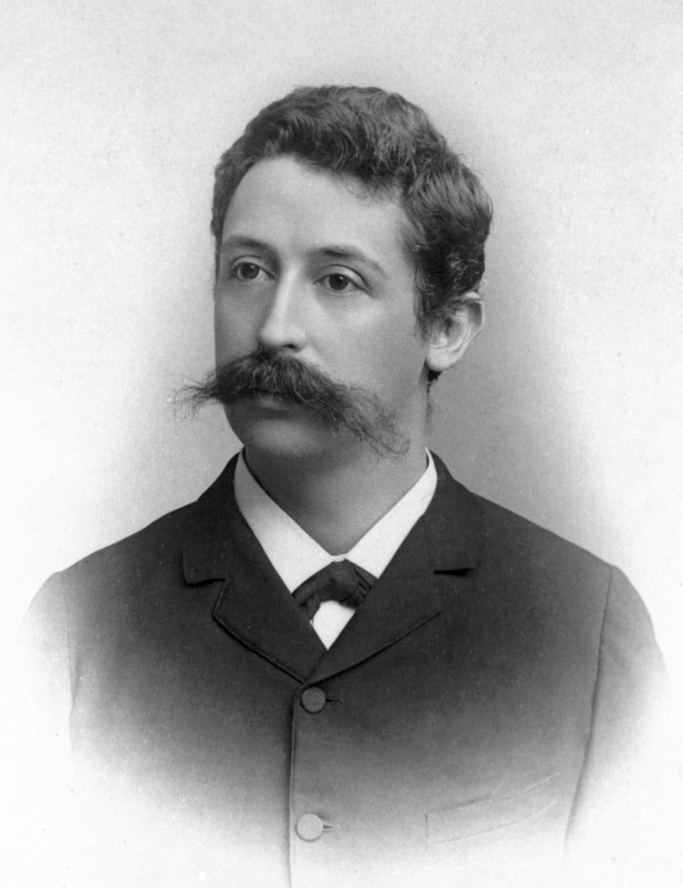
Christiaan Eijkman, medic olandez, laureat al Premiului Nobel
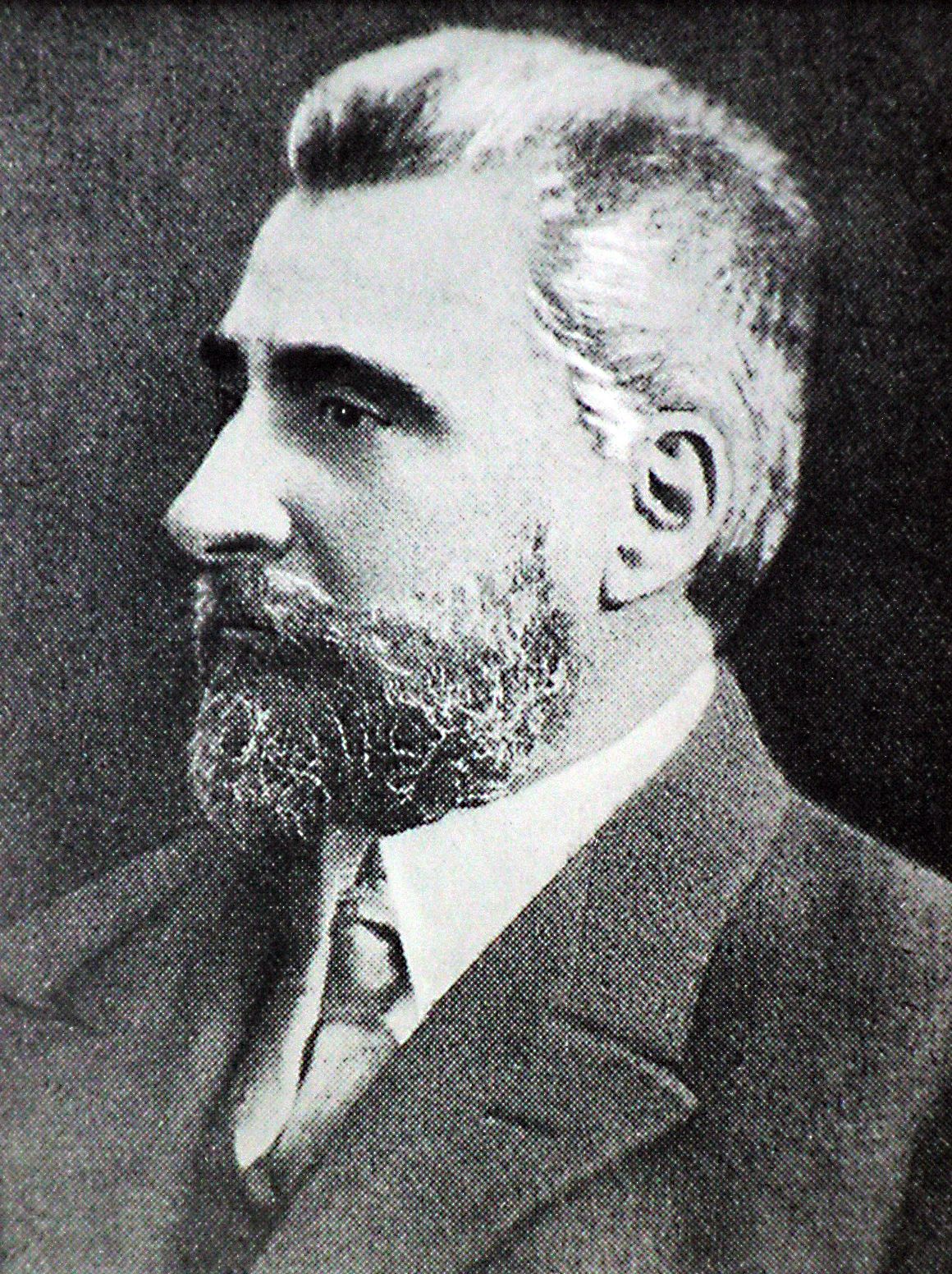
Vintilă I. C. Brătianu, politician român, prim-ministru al României

- 27 ianuarie: Dewa Shigetō, 73 ani, amiral japonez (n. 1856)
- 23 februarie: Horst Wessel (n. Horst Ludwig Wessel), 22 ani, ideolog si compozitor nazist (n. 1907)
- 2 martie: D. H. Lawrence (David Herbert Richards Lawrence), 44 ani, scriitor englez (n. 1885)
- 6 martie: Alfred von Tirpitz, 80 ani, amiral german (n. 1849)
- 8 martie: William Howard Taft, 72 ani, politician american, al 27-lea președinte al Statelor Unite ale Americii (1909-1913), (n. 1857)
- 4 aprilie: Victoria de Baden (n. Sophie Marie Viktoria), 67 ani, soția regelui Gustaf al V-lea al Suediei (n. 1862)
- 14 aprilie: Vladimir Maiakovski, 36 ani, poet rus (n. 1893)
- 22 aprilie: Jeppe Aakjær, 64 ani, scriitor danez (n. 1866)
- 13 mai: Fridtjof Nansen, 68 ani, explorator, diplomat, umanitarist și om de știință norvegian, laureat al Premiul Nobel (1922), (n. 1861)
- 22 mai: Jean Francis Auburtin, pictor francez (n. 1866)
- 16 iunie: Elmer Ambrose Sperry, 69 ani, inventator și om de afaceri american (n. 1860)
- 7 iulie: Arthur Conan Doyle (Arthur Ignatius Conan Doyle), 71 ani, scriitor englez (n. 1859)
- 28 iulie: Allvar Gullstrand, 68 ani, medic oftalmolog suedez, laureat al Premiului Nobel (1911), (n. 1862)
- 30 iulie: Joan Gamper (n. Hans Kamper), 52 ani, jucător și președinte de club elvețian (n. 1877)
- 14 august: Florian Cajori, 71 ani, istoriograf american al matematicii (n. 1859)
- 5 noiembrie: Christiaan Eijkman, 72 ani, medic virusolog neerlandez, laureat al Premiului Nobel (1929), (n. 1858)
- 30 noiembrie: Mary Harris Jones, 93 ani, sindicalistă americană (n. 1837)
- 13 decembrie: Fritz Pregl, 61 ani, chimist sloven, laureat al Premiului Nobel (1923), (n. 1869)
- 22 decembrie: Vintilă I. C. Brătianu, 63 ani, politician român, prim-ministru al României (1927-1928), (n. 1867)

### Nedatate
- noiembrie: Alfred Lothar Wegener, 50 ani, meteorolog german (n. 1880)

## Premii Nobel
- Fizică: Venkata Raman (India)
- Chimie: Hans Fischer (Germania)
- Medicină: Karl Landsteiner (SUA)
- Literatură: Sinclair Lewis (SUA)
- Pace: Nathan Söderblom (Suedia)